# Convention baptiste de Singapour
La Convention baptiste de Singapour (anglais : Singapore Baptist Convention) est une association chrétienne évangélique d'églises baptistes à Singapour. Elle est affiliée à l’Alliance baptiste mondiale.

## Histoire
La Convention a ses origines dans une mission chinoise en 1905 . L'Église baptiste Swatow de Singapour (Église baptiste de Thomson Road) a été fondée en 1937. En 1965, les églises sont devenues membres de la Convention baptiste de Malaisie. En 1971, la Singapore Baptist Churches Fellowship a été fondée. Elle a été fondée le 28 décembre 1974. Elle a fondé le Séminaire théologique baptiste, Singapour en 1983. Selon un recensement de l’association, en 2023 elle disait avoir 37 églises et 9,200 membres.